# Ришард Терлецький
Ришард Терлецький (пол. Ryszard Terlecki; нар. 2 вересня 1949 року, Краків) — польський історик, викладач, професор гуманітарних наук, журналіст та політик. Член Сейму 6-го, 7-го, 8-го та 9-го скликань, з 2015 року голова Парламентського клубу «Право і справедливість», віцемаршалек 8-го та 9-го скликання Сейму.

## Біографія
Народився 2 вересня 1949 року у Кракові.

### Кар'єра викладача
У 1976 році закінчив історичний факультет в Ягеллонському університеті. У 1980 році здобув науковий ступінь доктора, а у 1992 році — габілітованого доктора. В 2002 році йому присвоєно вчене звання професора. Почав працювати викладачем в Інституті історії науки Польської академії наук. Був проректором філософсько-педагогічного коледжу Ігнатіанум. У 2003 році він також став викладачем Державної вищої школи Східної Європи в Перемишлі.
Був публіцистом, редактором та співробітником багатьох журналів, в тому числі співзасновник та головний редактор газети «Czas Krakowski».
З 2000 по 2006 рік був керівником Управління народної освіти в Краківському відділенні Інституту національної пам'яті, потім до 2007 року директором цього відділення. Також читав лекції в Папському університеті Івана Павла ІІ у Кракові.

### Політична діяльність
У 1968 та 1970 роках його затримували за участь у студентських акціях протесту. З 1977 року співпрацював з Комітетом солідарності студентів, а потім з Комітетом оборони робітників. У 1980 році приєднався до «Солідарності».
На парламентських виборах 2007 року здобув депутатський мандат зі списку Права і справедливості, набравши 4246 голосів у краківському окрузі.
На парламентських виборах 2011, 2015 та 2019 роках був переобраний у парламент. Також обіймає посаду віцемаршалка Сейму.

## Нагороди
- лицарський хрест Ордена Заслуг Угорщини (2017)[9];
- орден «За заслуги» ІІ ступеня (Україна, 22 серпня 2020) — за вагомий особистий внесок у зміцнення міжнародного авторитету України, розвиток міждержавного співробітництва, плідну громадську діяльність[10];